# 浅野忠信
浅野 忠信（あさの ただのぶ、本名：佐藤 忠信、1973年（昭和48年）11月27日 - ）は、日本の俳優・音楽家。英語圏での愛称はTad（タッド）。
神奈川県横浜市出身。個人会社DOMOIZUにて活動し、かつて所属していたADONIS A（旧：アノレ）のサポートを受けている。妻は女優でモデルの中田クルミ。

## 来歴

### 生い立ち
母方の祖父ウィラード・オバリング（Willard N. Overing）はアメリカ合衆国ミネソタ州ウィノナ生まれの北欧系アメリカ人。
忠信の母・順子自身が父・ウィラードをナバホ系のアメリカ・インディアンで元農民の血統と思い込んでおり、忠信自身もそれを30年以上信じていたが、忠信のルーツをたどるNHK『ファミリーヒストリー』番組製作時の調査でそれが間違いと判明。ウィラードの弟ゴードンは「父ジェイコブはフリースラント州にいたオランダ系、母エラベルはノルウェー系で、共に北欧の家系である」と証言した。ただ、ウィラードの出身地（ゴードンの現住地）ウィノナはもともとアメリカ・インディアンであるスー族の一支族ダコタが居住する地域であった。また、オバリング家は、未開拓地を無償で払い下げる法律を作ってヨーロッパからの移民を大量に受け入れていた19世紀後半のアメリカに渡ってきた西部開拓移民であったことも、証言とファミリーヒストリー取材班の調査によって明らかとなった。一家は小麦や大豆を作って生計を立てていたという。
ウィラード・オバリングは、第二次世界大戦時（1946年、18歳時）以降、アメリカ陸軍の料理兵であった。戦後、日本に駐留し、配属された横浜市にて浅野の祖母である浅野イチ子と出会う。
芸者であったイチ子は、ウィラードより15歳年上の38歳で、戦後、満州の大連市から帰国したが、故郷・広島が原爆で壊滅したため、仕事を求めて上京していたという。
やがてふたりは結婚し、1950年（昭和25年）9月23日に長女・順子（忠信の母）が生まれた。
その後、ウィラードはアメリカ軍の引き揚げに伴って帰国する際、イチ子と順子の渡米を強く望んだが、イチ子はこれを拒んで日本にとどまった。
順子は18歳で結婚し、1971年（昭和46年）11月14日に長男の久順（ひさとし）（現・KUJUN。俳優、演奏者）が、1973年（昭和48年）11月27日に二男の忠信（以下、浅野とも表記）が誕生した。
忠信兄弟は、公園でビキニ姿で日光浴するような奔放さを持つ母と、整理整頓が得意で几帳面な父のもと、横浜市で育った。両親は20代前半で子を得てまだ若く奔放であった。忠信自身は父親は「家でいつも調子が悪いと言っては家で寝てばかりいる」、母親は「学校を休ませてドライブに誘う」、夜に忠信兄弟を家に残して両親がディスコに行ってしまうこともたびたびで、兄弟は近所の家に「お母さんがいない」と泣きついたこともあったという。曰く、「ヒッピーの子供で生まれた」としている。一方で両親は「親が白と言ったら白なんだ」という厳しさも持ち合わせていた。大黒柱である父親が最初に食事をし、子供は残ったものを食べるというように、甘やかされることなく浅野は育てられた。母の言によれば、忠信はいつもニコニコと照れ笑いしながら歩いている子供だったと言う。
クォーターのために幼い頃は髪の色が金髪に近く、何もしていなくても目立っていて声をかけられることも多かった。子ども心に、日本人だが日本人になりきれていない違和感も覚えていたという。しかし、「子供の頃から目立ちたがり屋で、いつもテレビに出たいと思っていた」といい。やがて自分から無理に目立つことをしなくてもいいと思うようになった。そう思うきっかけになったのは、母が忠信に見せたウッドストック・フェスティバルの映像であった。ステージ上のミュージシャンが観客を熱狂させているのを見て、人前で大勢の人を喜ばせるようなことをしたいと考えるようになり、それが今日の自身の穏やかな印象に影響していると浅野は考えている。
小学生の頃から実家の隣の空手道場に兄と通った。また、ブレイクダンスやスケートボードも始めた。中学からは音楽を始め、パンクロックバンドを組み元町や本牧のライブハウスを渡り歩いた。この頃ファンであったのはおニャン子クラブの吉沢秋絵で、フジテレビ前で出待ちをしたこともあったという。ビートたけしのファンでもあり、父親が石倉三郎のマネージャーをしていたことから『風雲!たけし城』の見学にも来ていた。

### デビュー以降
1988年（昭和63年）の中学3年時に、父親からテレビドラマ『3年B組金八先生第3シリーズ』（TBS系）のオーディションを勧められて受けたところ、合格して本名の佐藤忠信名義で出演、タレントおよび俳優としてデビューした。当初はテレビにも出演していたが、撮って放映してを繰り返すテレビの機械的なサイクルが肌に合わず、バンド活動のほうに傾倒しはじめていたのもあって、父親やマネージャーと喧嘩になることも多かった。18歳になり、父親に俳優を辞めることを宣言してしまうが、祖母から諫められ、再びバンド活動と両立して俳優業も続けていくことを決意したという。
1990年（平成2年）、『バタアシ金魚』で脇役として映画デビューを果たす。大人同士が徹夜や喧嘩を繰り返しながら目標に向かって一生懸命取り組む映画製作のスタイルが信用できることに思えたと言う。以降、「映画でだけなら仕事をしてもいい」と考えるようになった浅野は、岩井俊二・是枝裕和・青山真治など新鋭の映画監督の作品に出演し、知名度を高めてゆく。
1996年（平成8年）、『Helpless』で映画初主演を果たす。
活動の場は国内にとどまらず、ウォン・カーウァイ監督『wkw/tk/1996@/7’55”hk.net』（1996年）、クリストファー・ドイル監督『孔雀 KUJAKU』（1999年）などでも主演を務め、国際的にも注目を高めていった。1997年（平成9年）には、日本アカデミー賞話題賞、および、ヨコハマ映画祭主演男優賞を受賞している。
2000年（平成12年）、『御法度』と『五条霊戦記 GOJOE』で報知映画賞助演男優賞を受賞。『御法度』では、松田龍平と意気投合し、以来交遊をもっている。
2001年（平成13年）、『地雷を踏んだらサヨウナラ』『御法度』『五条霊戦記 GOJOE』で毎日映画コンクール男優主演賞受賞。浅野の誕生日は偶然にも役を演じた一ノ瀬泰造の行方不明が報道された日でもある（実際に一之瀬が死去したのはこの日より前）。
2003年（平成15年）、タイ・日本その他の合作映画『地球で最後のふたり』（ペンエーグ・ラッタナルアーン監督）でヴェネツィア国際映画祭コントロコレンテ部門主演男優賞を受賞。
2004年（平成16年）、初監督作品『トーリ』を製作。ドキュメンタリーやアニメーションが織り込まれた5話のオムニバス作品。高校生の頃に観たボブ・マーリーのドキュメンタリー映画『Time Will Tell』で、マーリーの葬儀のときに鳥が飛んでいくシーンから受けた影響が製作の元になっているという。昭和のいる・こいるや、無名の頃の菊地凛子（当時は菊池百合子）、首藤康之などが出演し、首藤は本作品で初めて自身で振り付けしたバレエを披露した。また、兄のKUJUNも音楽の担当として参加。3月にDVDで発表し、5月に渋谷シネ・ラセット（2008年1月閉館）で公開された。
2006年（平成18年）、『誰がために』と『乱歩地獄』で毎日映画コンクール男優主演賞を受賞。
2007年（平成19年）、ロシアのセルゲイ・ボドロフ監督作品『モンゴル』で、チンギス・ハーン役で主演した。ボドロフは浅野に「内面から発する光のようなもの」を感じ、「この役を演じられるのは浅野しかいない」と抜擢。浅野はCDをひたすら聴いてモンゴル語を憶え、尻の皮がむけるほど乗馬を猛練習して撮影に臨んだ。
2008年（平成20年）2月、『モンゴル』が第80回アカデミー賞外国語作品部門にノミネートされ、浅野は妻のCHARAを伴ってロサンゼルスで記者会見を行った。このとき浅野は、「撮影で留守にしている間にCHARAが家庭内のことを忙しい中やってくれていてありがたい」と感謝を述べた。また、食事の際に歌を歌う文化のため、アカペラで『THE BLUE HEARTS』などの曲を歌ったことなど、モンゴルでの撮影中の裏話がCHARAとの会話の中で明かされた。
2009年（平成21年）、『ヴィヨンの妻 〜桜桃とタンポポ〜』ほかで日本アカデミー賞優秀主演男優賞受賞を受賞。
俳優業のほかに、「ASANO TADANOBU」名義や、「Bunodata」名義、
「PEACE PILL」、「SAFARI」（1999年結成）などでボーカルやギターとして音楽活動も行っている。「SAFARI」ではフジロックフェスティバルに何度か出演している。
2011年（平成23年）、映画『マイティ・ソー』で初のハリウッド映画に出演し、新境地を開く。『ソー』シリーズの3作品に出演を果たした。
2012年（平成24年）、ハリウッド映画2作目となる『バトルシップ』に出演。
2014年、主演映画『私の男』で第36回モスクワ国際映画祭最優秀男優賞、第57回ブルーリボン賞主演男優賞を受賞した。
2015年、主演作『岸辺の旅』が第68回カンヌ国際映画祭・「ある視点」部門に出品され、黒沢清が監督賞を受賞。アメリカ合衆国サンフランシスコで開催されたJ-POP SUMMIT関連映画祭、サンフランシスコ日本映画際にて、第一回名誉賞を受賞した。
2016年、主演作『淵に立つ』が第69回カンヌ国際映画祭・「ある視点」部門に出品され、作品が審査員賞を受賞。2年連続で主演作が同部門で受賞となった。
2017年10月12日に放送開始の『刑事ゆがみ』（民放の連続ドラマでは初主演作品）では、適当でだらしない性格の主人公を演じており、役になり切るため普段やっている台本の読み込みやその職種や業界に取材などは行わなかった。それについては「『こんな刑事、絶対いない』と思ったので、あえてやらなかった。それに準備するなんて、適当な弓神らしくない」と話している。
2018年12月17日、ワタリウム美術館にて2014年ごろから映画撮影の待ち時間の合間などを縫って始めていた趣味であるドローイング（線画）作品を展示した個展『TADANOBU ASANO 3634 浅野忠信展』を開催。自身のTwitterやInstagramなどSNSでも公開していたデッサンや落書き、漫画、アメコミなど700点を展示している。また、2019年2月9日に放送されたバラエティ番組『タモリ倶楽部』（テレビ朝日）に浅野が出演し、同個展の未公開作品についての解説を行った。
2021年末をもって、アノレの専属契約を終了し、以前より所属していた個人会社「DOMOIZU」で活動を継続。専属契約は終了したものの、アノレは翌年にADONIS Aに名称変更し、引き続き浅野のサポートを継続している。
アメリカ合衆国のドラマ『SHOGUN 将軍』の出演により、2024年開催の第76回エミー賞で助演男優賞にノミネートされ、2025年開催の第82回ゴールデングローブ賞では、日本人としては初となるテレビドラマ部門 助演男優賞を受賞した。

## 家族・親族

### 浅野家と親族
広島県生まれの祖母・浅野イチ子（1911年［明治44年］- 2004年［平成16年］）は、芸者の置屋を営む父（忠信の曾祖父）を持ち、自身も若い頃は芸者であった。生後まもなく、父に従い、満州国大連市へ移住したイチ子は、24歳のとき、南満州鉄道（満鉄）の社員（特急「あじあ」食堂車給仕長）で福岡県出身の廣松定（ひろまつ さだむ）と結婚。当時の満鉄は社員待遇の良さで知られており、イチ子らは何不自由のない暮らしを送ったが8年あまりで後に離婚している。ふたりの間に子はいなかった。離婚したとき、イチ子の父はすでに他界し、母は再婚し、別家庭を持っていたため、戻るべき家庭はなくなっていた。満州から引き揚げるも故郷・広島は原爆で壊滅していたため、仕事を求めて上京し、横浜市にてアメリカ駐留軍横浜司令部勤務の料理兵・ウィラード・オバリング（1926年- 1992年4月）に彼の友人を通じて紹介され、交際するようになった。このとき、ウィラードは23歳、イチ子は38歳であった。やがてふたりは結婚し、朝鮮戦争のためにウィラードが日本を離れて出動している最中の1950年（昭和25年）9月23日、忠信の母・順子が誕生する。
なお、忠信の祖母・イチ子は夫ウィラードの話を忠信らにほとんど語って聴かせなかったし、忠信の母・順子も父ウィラードと4歳のときに別れ、以来一度も会うことがなかった。忠信はそのような母による断片的な話と数枚の写真でしか祖父を知らず、過去に自力で調べはしたものの、詳細については全くわからずにいたと言うが、NHKの番組『ファミリーヒストリー』の取材班によって2011年（平成23年）5月より始まった綿密な調査の結果、曽祖父母にまで遡る詳細が明らかとなった。ウィラードは帰国後、横浜配属前の旧配属地であるフォートノックス基地（ケンタッキー州フォートノックスにある陸軍基地）に再び着任し、その4年後、当地で知り合った2児を持つ4歳年上のアメリカ人女性ジーン・ウィートと再婚したが、新たに子は設けず、実子は順子だけであった。『ファミリーヒストリー』の取材に応じてウィラードの遺品を家族（ウィート家）が整理した際、亡くなる直前まで持ち歩いていた財布の中から生き別れた4歳当時の順子のポートレート1枚が見つかっている。忠信は、祖父の人生を通じて、貧しい開拓民の話や1929年に始まった世界恐慌などアメリカ合衆国における過去の歴史も身近なものと感じることができるようになった自身の変化を語り、今後の演技（特にアメリカにおける仕事）にも活かせるのではないかとして、番組を締めた。

### 忠信の家族
1995年（平成7年）3月、岩井監督の映画『PiCNiC』で共演した6歳年上の歌手のCHARAと結婚。同年7月に長女SUMIREが誕生し、21歳で父となる。1999年（平成11年）、長男佐藤緋美が誕生。自身の写真集にはCHARAに抱きつき顔を埋めているものが使用されたり、CHARAのアルバムのジャケットに片手だけ映ったりし、公私ともに良好だった。しかし2009年（平成21年）7月25日、所属事務所のサイトにてCHARAと協議離婚したことを発表し、14年余りの結婚生活にピリオドを打った。
長女のSUMIREの眼は虹彩がグリーンに近い茶色だが、カラーコンタクトではなく遺伝である。浅野自身も虹彩が日本人より明るい茶色である。長男の佐藤緋美はHIMIの名で2018年にファッションカタログのモデルとして登場した。
2022年（令和4年）8月23日、18歳年下の女優・モデルの中田クルミと再婚したことを自身のTwitter及びインスタグラムを通じて報告した。

## 出演

### 映画

#### 日本映画

##### 1990年代
- バタアシ金魚（1990年） - ウシ 役
- パンツの穴 キラキラ星みつけた!（1991年） - 倉本恒夫 役
- あいつ（1991年） - 岩田貞人 役
- 青春デンデケデケデケ（1992年） - 白井清一 役
- 眠らない街〜新宿鮫〜（1993年） - 砂上幸一 役
- 119（1994年） - 松本聡 役
- 四姉妹物語（1995年） - 樋口彰 役
- 幻の光（1995年） - 郁夫 役
- PiCNiC（1996年） - 主演・ツムジ 役（CHARAとW主演） ※短編映画
- FRIED DRAGON FISH（1996年） - 主演・ナツロウ 役（芳本美代子とW主演） ※1993年のテレビドラマを劇場公開したもの
- Helpless（1996年） - 映画初主演・白石健次 役
- スワロウテイル（1996年） - カメオ出演（ノンクレジット）
- ［Focus］（1996年） - 主演・金村 役（白井晃とW主演）
- ACRI（1996年） - 海原密 役
- ユメノ銀河（1997年） - 主演・新高竜夫 役（小嶺麗奈とW主演）
- 東京日和（1997年） - 若い男 役
- ラブ&ポップ（1998年） - キャプテンXXの男 役
- ねじ式（1998年） - 主演・ツベ 役
- 落下する夕方（1998年） - ほか弁屋の客 役
- 鮫肌男と桃尻女（1999年） - 主演・鮫肌黒男 役（小日向しえとW主演）
- 双生児 -GEMINI-（1999年） - 復讐の若者 役
- 白痴（1999年） - 主演・伊沢 役
- 地雷を踏んだらサヨウナラ（1999年） - 主演・一ノ瀬泰造 役
- 御法度（1999年） - 田代彪蔵 役

##### 2000年代
- 五条霊戦記 GOJOE（2000年） - 主演・遮那王 役（隆大介、永瀬正敏とのトリプル主演）
- PARTY7（2000年） - オキタソウジ 役
- ELECTRIC DRAGON 80000V（2001年） - 主演・竜眼寺盛尊 役（永瀬正敏とW主演） ※短編映画
- DISTANCE（2001年） - 坂田 役
- 風花（2001年） - 澤城廉司 役
- 殺し屋1（2001年） - 主演・垣原 役（大森南朋とW主演）
- 水の女（2002年） - 宮澤優作 役
- DEAD END RUN（英語版） 第3話「FLY」（2003年） - 主演・逃げる男 役 ※オムニバス作品
- アイデン&ティティ（2003年） - カメオ出演
- 座頭市（2003年） - 服部源之助 役
- アカルイミライ（2003年） - 有田守 役
- わたしのグランパ（2003年） - 中藤慎一 役
- トーリ（2004年） 初監督作品 ※オムニバス作品
- SURVIVE STYLE5+「何度もよみがえる妻と、その妻を殺し続ける男」（2004年） - 主演・石垣昌宏 役 ※オムニバス作品
- ヴィタール（2004年） - 主演・高木博史 役
- 珈琲時光（2004年） - 主演・竹内肇 役
- 父と暮せば（2004年） - 木下 役
- 茶の味（2004年） - 春野アヤノ 役
- ココロ、オドル。（2004年） ※短編映画
- 埋もれ木（2005年） - 三ちゃん 役
- 乱歩地獄（2005年） - 2作主演 （全作出演）※オムニバス作品
- 誰がために（2005年） - 主演・民郎 役
- 東京ゾンビ（2005年） - 主演・フジオ 役（哀川翔とW主演）
- エリ・エリ・レマ・サバクタニ（2006年） - 主演・ミズイ 役（宮崎あおいとW主演）
- 花よりもなほ（2006年） - 金沢十兵衛 役
- ナイスの森〜The First Contact〜（2006年） - 田中マサル 役 ※オムニバス作品
- サッド ヴァケイション（2007年） - 主演・白石健次 役
- R246 STORY 224466（2008年） - 監督と主演・246 役 ※オムニバス作品
- 母べえ（2008年） - 山崎徹 役
- 夢のまにまに（2008年） - 闇屋 役
- 鈍獣（2009年） - 主演・凸川（凸やん） 役
- eatrip（2009年） - インタビュー出演
- 劒岳 点の記（2009年） - 主演・ 柴崎芳太郎 役
- ヴィヨンの妻 〜桜桃とタンポポ〜（2009年） - 主演・大谷穣治 役（松たか子とW主演）
- SOUL RED 松田優作（2009年） - インタビュー出演
- スノープリンス 禁じられた恋のメロディ（2009年） - 萩尾 役

##### 2010年代
- 乱暴と待機（2010年） - 主演・山根英則 役
- 酔いがさめたら、うちに帰ろう。（2010年） - 主演・塚原安行 役（モデル:鴨志田穣、永作博美とのW主演）
- これでいいのだ!!映画★赤塚不二夫（2011年） - 主演・赤塚不二夫 役、バカボンのパパ・イヤミ・ニャロメ など（声） 役
- ステキな金縛り（2011年） - 木戸健一 役
- 月光ノ仮面（2011年） - 岡本太郎 役
- あなたへ（2012年） - 警官 役
- 終の信託（2012年） - 高井則之 役
- 黄金を抱いて翔べ（2012年） - 北川浩二 役
- 清須会議（2013年） - 前田利家 役
- 魔女の宅急便（2014年） - イシ先生 役
- 私の男（2014年） - 主演・腐野淳悟 役（二階堂ふみとW主演）
- ルパン三世（2014年） - 銭形警部 役
- 寄生獣・寄生獣 完結編（2014年・2015年、東宝） - 後藤 役
- 岸辺の旅（2015年10月1日） - 主演・優介 役（深津絵里とW主演）
- グラスホッパー（2015年11月7日） - 鯨 役
- 母と暮せば（2015年12月12日）- 黒田 役
- 淵に立つ（2016年10月8日、エレファントハウス） - 主演・八坂草太郎 役
- 新宿スワンII（2017年1月21日、ソニー・ピクチャーズ エンタテインメント） - 滝正樹 役[47]
- 幼な子われらに生まれ（2017年8月26日） - 主演・田中信 役（田中麗奈とW主演）
- 星くず兄弟の新たな伝説（2018年1月20日） - クリスト 役
- クソ野郎と美しき世界 EPISODE.01「ピアニストを撃つな！」（2018年4月6日） - マッドドッグ（大門） 役 ※オムニバス作品
- パンク侍、斬られて候（2018年6月30日） - 茶山半郎 役
- 累 -かさね-（2018年9月7日） - 羽生田釿互 役[48]
- チワワちゃん（2019年1月18日） - サカタ 役
- ある船頭の話（2019年9月13日） - 馴染みの客 役
- 狼煙が呼ぶ（2019年9月20日）※短編映画

##### 2020年代
- 海辺の映画館―キネマの玉手箱（2020年7月31日） - 酒匂 役
- 日本独立（2020年12月18日） - 主演・白洲次郎 役[49]
- 大名倒産（2023年6月23日） - 磯貝平八郎役[50]
- 首（2023年11月23日） - 黒田官兵衛 役[51][52]
- 湖の女たち（2024年5月17日） - 伊佐美佑 役[53][54]
- 箱男（2024年8月23日） - ニセ医者 役[55]
- かなさんどー（2025年2月21日） - 赤嶺悟 役[56][57]

#### 海外映画
複数国の合作映画を含む。
- wkw/tk/1996@/7’55”hk.net（英語版） wkw/tk/1996@7'55"hk.net（1996年、日香合作） - 主演・男 役 ※短編映画
- 孔雀 KUJAKU 三条人（1999年、日香合作） - 主演・アサノ 役
- 地球で最後のふたり เรื่องรัก น้อยนิด มหาศาล（2003年、タイ・日本・オランダ・フランス・シンガポール） - 主演・ケンジ 役
- インビジブル・ウェーブ（タイ語版） คำพิพากษาของมหาสมุทร（2007年、タイ・オランダ・香港・韓国） - 主演・キョウジ 役
- モンゴル Монгол（2007年、ドイツ・カザフスタン・ロシア・モンゴル） - 主演・テムジン（のちのチンギス・ハーン） 役
- マイティ・ソー Thor（2011年、アメリカ） - ホーガン 役。ハリウッドデビュー作。日本語吹き替えも担当。
  - マイティ・ソー/ダーク・ワールド Thor: The Dark World（2013年、アメリカ） - ホーガン 役
  - マイティ・ソー バトルロイヤル Thor: Ragnarok（2017年、アメリカ） - ホーガン 役[58]
- バトルシップ Battleship（2012年、アメリカ） - ユウジ・ナガタ 役[59]
- 47RONIN 47 Ronin（2013年、アメリカ） - 吉良上野介 役
- 壊れた心 Ruined Heart（2014年、フィリピン） - 主演・殺し屋 役
- ワンス・アポン・ア・タイム・イン・上海 罗曼蒂克消亡史（2016年、中国） - 主演・ワタベ 役（グォ・ヨウ、チャン・ツィイーとのトリプル主演）
- 沈黙 -サイレンス- Silence（2016年、アメリカ） - 通辞 役
- アウトサイダー The Outsider（2018年、アメリカ） - 清 役
- ミッドウェイ Midway（2019年、アメリカ） - 山口多聞 役
- 唐人街探偵 東京MISSION 唐人街探案3（2021年、中国） - 田中直己 役
- モータルコンバット Mortal Kombat（2021年、アメリカ） - ライデン役
  - モータルコンバット2（2025年10月24日公開予定） - ライデン 役
- MINAMATA-ミナマタ- Minamata（2021年、アメリカ） - マツムラ・タツオ 役
- ケイト Kate（2021年、アメリカ） - 蓮司 役
- RAVENS -レイブンズ-（2025年） - 主演・深瀬昌久 役[60][61]

#### 配信映画
- Broken Rage（2025年配信予定） - 井上 役[62]

### テレビドラマ
- 3年B組金八先生 第3シリーズ（1988年10月10日 - 12月26日、TBS） - 東正広 役
- La cuisine『FRIED DRAGON FISH』（1993年3月23日、フジテレビ） - 主演・ナツロウ 役（芳本美代子とW主演）
- チャンス! 第5話（1993年5月12日、フジテレビ） - 山崎洋二 役
- 春の一族（1993年4月17日 - 5月1日、NHK総合テレビ「土曜ドラマ」） - 生方智樹 役
- 月曜ドラマスペシャル「バスガイド愛子 これが最後の恋」（1993年8月30日、TBS） - 徳丸勇作 役
- まばたきの海に 美少女葵・心の旅（1994年8月9日、NHK総合テレビ） - 斉藤雄二 役
- 麻酔（1994年1月15日 - 3月26日、読売テレビ） - 福士達彦 役
- 火曜サスペンス劇場『1995年殺人捜査 札つきのワルが殺された』（1995年7月4日、日本テレビ） - 新宿のスナック店長・原田継男 役
- 母の出発（1995年8月28日 - 9月21日、NHK総合テレビ「ドラマ新銀河」）
- 私の叔父さん（1995年10月6日、フジテレビ）
- あなたの中で生きる CG青年の孤独と愛（1995年12月25日、NHK総合テレビ）
- 命捧げ候 〜夢追い坂の決闘〜 （1996年1月3日、NHK総合テレビ） - 源太 役
- ウルトラマンティガ 第40話「夢」（1997年6月7日、毎日放送） - 茶髪の青年 役
- 恋、した。 第22話「ハイ・スピード3〜恋のストローハット（ウソ）」（1997年9月8日、テレビ東京）
- タイフーン・シェルター（1997年12月26日、フジテレビ） - 主演・ホンコン 役 ※撮影監督はクリストファー・ドイル
- 翔ぶ男（1998年1月7日 - 2月4日、NHK総合テレビ「水曜ドラマの花束」）
- 私立探偵 濱マイク 第10話（2002年9月2日、読売テレビ）
- ステキな隠し撮り〜完全無欠のコンシェルジュ〜（2011年11月5日、フジテレビ） - 芸術家 役
- 世にも奇妙な物語 2011年 秋の特別編「耳かき」（2011年11月26日、フジテレビ） - 主演・殺し屋 役
- ロング・グッドバイ（2014年4月19日 - 5月17日、NHK総合テレビ「土曜ドラマ」） - 主演・増沢磐二 役
- A LIFE〜愛しき人〜（2017年1月15日 - 3月19日、TBS） - 壇上壮大 役[63]
- 刑事ゆがみ（2017年10月12日 - 12月14日、フジテレビ） - 主演・弓神適当 役[64]
- いだてん〜東京オリムピック噺〜（2019年、NHK「大河ドラマ」） - 川島正次郎 役[65]
- おかえりモネ（2021年5月17日 - 10月29日、NHK「連続テレビ小説」） - 及川新次[66][67]
- 24時間テレビスペシャルドラマ 無言館（2022年8月27日、日本テレビ） - 主演・窪島誠一郎 役[68]
- ブラッシュアップライフ 第9話・最終話（2023年3月5日・12日、日本テレビ） - 高城 役[69]

### 海外ドラマ
- SHOGUN 将軍（2024年2月27日 - 4月23日、FX・Disney+）- 柏木藪茂 役[70]

### 配信ドラマ
- きまぐれロボット （2008年、星新一没後10年&作家デビュー50年記念作品） - 主演・エヌ氏 役
- 私が黄金を追う理由〜映画「黄金を抱いて翔べ」スペシャルドラマ〜（2012年10月1日 - 27日、BeeTV） - 北川浩二 役

### 劇場アニメ
- REDLINE（2010年） - フリスビー 役[71]

### ゲーム
- シャドウ・オブ・ザ・ダムド（2011年） - ガルシア・ホットスパー 役
  - シャドウ・オブ・ザ・ダムド：ヘラ・リマスタード（2024年（予定）） - ガルシア・ホットスパー 役

### バラエティ ほか
- ダウンタウンのガキの使いやあらへんで!!（日本テレビ）「芸能人釣り選手権」に現在まで5度出演
- NHKスペシャル「世界を変えた男・スティーブ・ジョブズ」（2011年12月23日、NHK総合）語り
- タモリ倶楽部「シュールすぎるアートの新星!?蔵出し!"浅野画伯"未公開作品」（2019年2月9日、テレビ朝日）浅野忠信ドローイング作品の美術館個展を紹介 ゲスト
- SWITCHインタビュー 達人達「浅野忠信×山田五郎 EP2」（2025年4月24日、NHK Eテレ）[72]

他多数

### ラジオ
- 高田文夫のラジオビバリー昼ズ（ニッポン放送）
  - 準レギュラーとして数回ゲスト出演。ゲストとして初出演した際に、自身が番組のヘビーリスナーであることを明かした。また、高田文夫の代理としてパーソナリティを務めたこともある。

### CM
- サントリー - 角瓶（1996年）※井川比佐志と共演。
- ワールド - TAKEO KIKUCHI（1996年）※同社主導で制作された映画『wkw/tk/1996@/7’55”hk.net（英語版）』へ出演。同ブランドの衣装提供等を兼ねていた。
- カゴメ - トマトジュース 野菜生活100（1998年 - 1999年）
- 富士ゼロックス（2000年）※過激な内容（いじめなどを助長）のため、一部作品は放映中止の措置が取られている。
- KDDI（2000年 - 2002年） KDDI誕生後、主にauブランドのイメージキャラクターを務める。KDDIブランドでの共演は、豊川悦司、永瀬正敏。
- マイクロソフト - Xbox 三輪車編（2002年）村上淳、松岡俊介と共演。
- ルーレットCM（2003年） 中盤までは共通で、最後のみそれぞれの商品が登場する。
  - 永谷園 - あさげ
  - 大日本除虫菊 - 金鳥、どんと
  - 森永製菓 - ポテロング
  - ツムラ - インセント
  - ダスキン - ミスタードーナツ ポン・デ・リング
- キリンビバレッジ - ファイア ゴールドラッシュ（2005年）※寺島進と共演、「金持ち兄弟」シリーズ。
- NTTドコモ（2007年）※DoCoMo2.0で長瀬智也、妻夫木聡、瑛太、吹石一恵、土屋アンナ、蒼井優、北川景子と共演。
- トヨタ自動車
  - ist（2003年 - 2005年）※松田龍平、柏原崇、安藤政信、村上淳と共演。
  - ヴォクシー（2007年）※反町隆史と共演。
- 江崎グリコ
  - 「オトナノグリコ」シリーズ （2008年）※宮沢りえ、瑛太、小栗旬と共演。25年後のサザエさんの登場人物という設定で、36歳になった磯野カツオ役で出演。
  - SQUEEZE（2009年）
- サッポロビール
  - ヱビスビール（2009年）
  - 麦とホップ The gold（2016年）[73]
- 日本スポーツ振興センタースポーツ振興くじ「BIG」 BIGの神様（2009年）
- ソニー デジダル一眼レフカメラ“α”
  - 主にα NEXの5シリーズ及び7で出演。
  - NEX-5（2010年）
  - NEX-7（2011年）
  - NEX-5N（2012年）
- サントリー - ウィスキー（2010年）
- 木下工務店 - 木下工務店の注文住宅CM「憧れの先輩篇」（2012年）※伊勢谷友介と共演。
- 小学館 ビッグコミックオリジナル - 創刊40周年CM（2013年）
- スタートトゥデイ ZOZOTOWN（2015年10月 - ） ※ 大島優子、土屋アンナと共演。[74]
- ポケモン - ポッ拳 POKKEN TOURNAMENT DX「ピカチュウの男篇」（2017年9月 - ）※芦田愛菜と共演。[75]
- マンダム - ルシード （2017年9月 - ）
- オンデーズ - 「居酒屋」篇、「バーバー」篇（2023年10月 - ）[76]
- サッポロビール サッポロ生ビール黒ラベル「大人エレベーターシリーズ 50歳代表」（2024年9月 - ）※妻夫木聡と共演[77]。

## 作品

### 音楽
1. オムニバス『ATOM KIDS Tribute to the king "O.T."』（1998年11月26日）
  - 10. 名も知らぬ星（浅野忠信 + bloodthirsty butchers）
2. JOUJOUKA『codeine slash』（1999年3月25日）
  - ボーカルで参加
3. トリビュート・アルバム『We Love butchers』（1999年6月18日）
  - 1. 12月
4. bloodthirsty butchers『「△」SANKAKU+2』（1999年11月17日）
  - 7. ファウスト w/浅野忠信
5. Pc P（1999年11月27日）（「PEASE PILL」名義）
6. Farmer Tune（2000年6月26日）（「PEASE PILL」名義）
7. JOUJOUKA『NEW ASIANS』（2001年11月7日）
  - 3. DON'T THINK, FEEL!! (JOUJOUKA Remix) (Feat. TADANOBU ASANO)
8. Bunodata 悪魔と対話する歌（2001年11月28日）（「Bunodata」名義）
9. アリが踏まれる瞬間の物語（2002年6月1日）（「PEASE PILL」名義）
10. サウンドトラック『水の女』（2002年9月19日）
  - 15. ODD（「PEASE PILL」名義）
11. People（2003年9月6日）（「PEASE PILL」名義）
12. SAFARI『SAFARI』（2004年3月10日）
  - ブライアン・バートンルイスらと組んだバンド
13. 「CRY&LAUGH」（2007年5月13日）
  - 「ASANO TADANOBU」名義のアルバム
14. オムニバス『NO MUSIC NO RAVE』（2008年6月7日）
  - 9. Bump Hop
15. Shing02『歪曲』（2008年6月18日）
  - 5. 芯鉄（ボーカルで参加）
16. WRENCH『drub』（2008年7月9日）
  - 2. drift -feat. TADANOBU ASANO-
17. Golden Circle of Friends『Golden Circle』
  - 10. MY GENERATION（浅野忠信・JUN SKY WALKER(S)名義）
18. 三宅伸治トリビュート・アルバム『ソングライター』
  - 27. ちぐはぐ（浅野忠信 SODA!名義）
  - 30. JUMP（21voices & NICE MIDDLE with NEW BLUE DAY HORNS名義）

### 監督作品
- MIRRORLIAR FILMS Season6『男と鳥』（2024年12月13日）[78]

## 受賞歴

### 映画
- 1996年度
  - 第18回ヨコハマ映画祭 主演男優賞（『Focus』『PiCNiC』『Helpless』『ACRI』）
  - 第11回高崎映画祭 最優秀主演男優賞（『Helpless』）
  - 第6回日本映画プロフェッショナル大賞 主演男優賞（『Helpless』『Focus』）
  - 第20回日本アカデミー賞 話題賞[79]（『Helpless』『ACRI』）

- 1998年度
  - 第8回日本映画批評家大賞 ベストパーソナリティ賞（『ねじ式』）

- 1999年度
  - 第14回高崎映画祭 最優秀主演男優賞（『地雷を踏んだらサヨウナラ』）
  - 第37回ゴールデン・アロー賞 映画賞（『地雷を踏んだらサヨウナラ』）

- 2000年度
  - 第22回ヨコハマ映画祭 主演男優賞（『地雷を踏んだらサヨウナラ』『五条霊戦記 GOJOE』）
  - 第55回毎日映画コンクール 男優主演賞（『地雷を踏んだらサヨウナラ』『五条霊戦記 GOJOE』『御法度』）[80]
  - 第25回報知映画賞 助演男優賞（『五条霊戦記 GOJOE』『御法度』）

- 2003年度
  - 第60回ヴェネツィア国際映画祭 コントロコレンテ部門 主演男優賞（『地球で最後のふたり』）
  - 第18回高崎映画祭 最優秀助演男優賞（『アカルイミライ』）
  - 第8回ニフティ映画大賞（現・日本インターネット映画大賞） 助演男優賞（『アカルイミライ』）
  - 第27回日本アカデミー賞 優秀助演男優賞（『座頭市』）[81]

- 2004年度
  - 第19回高崎映画祭 最優秀主演男優賞（『ヴィタール』）

- 2005年度
  - 第60回毎日映画コンクール 男優主演賞（『誰がために』『乱歩地獄』）

- 2008年度
  - 第32回日本アカデミー賞 優秀助演男優賞（『母べえ』）[82]

- 2009年度
  - 第33回日本アカデミー賞 優秀主演男優賞（『劒岳 点の記』『ヴィヨンの妻 〜桜桃とタンポポ〜』）[83]

- 2014年度
  - 第36回モスクワ国際映画祭 最優秀男優賞（『私の男』）
  - 第57回ブルーリボン賞 主演男優賞（『私の男』）

- 2015年度
  - 第39回日本アカデミー賞 優秀助演男優賞（『母と暮せば』）[84]
  - 第25回日本映画批評家大賞 主演男優賞（『岸辺の旅』）[85]
  - 第15回ニッポン・コネクション ニッポン名誉賞
  - 第10回アジア・フィルム・アワード 助演男優賞（『岸辺の旅』）[86]

- 2016年度
  - 第11回アジア・フィルム・アワード 主演男優賞（『淵に立つ』）[87]

- 2017年度
  - 第9回TAMA映画賞 最優秀男優賞（『幼な子われらに生まれ』『沈黙-サイレンス-』『淵に立つ』『新宿スワンII』）[88]
  - 第27回日本映画プロフェッショナル大賞 主演男優賞（『幼な子われらに生まれ』）

### ドラマ
- 2017年度
  - 第92回ザテレビジョンドラマアカデミー賞 助演男優賞（『A LIFE〜愛しき人〜』）[89]
  - コンフィデンスアワード・ドラマ賞年間大賞 主演男優賞（『刑事ゆがみ』）[90]
- 2024年度

  - 第82回ゴールデングローブ賞 テレビドラマ部門助演男優賞（『SHOGUN 将軍』）
  - 第30回クリティクス・チョイス・アワード ドラマシリーズ助演男優賞（『SHOGUN 将軍』）[91]

### その他
- 1998年度
  - エランドール賞 新人賞

- 2016年度
  - APNアワード[92]